# Dieci discepoli principali del Buddha
I Dieci discepoli principali (o Dieci grandi discepoli: in lingua cinese 十大弟子 shí dà dìzǐ; in lingua tibetana nyan-thos nye-'khor bcu) sono l'elenco dei dieci principali discepoli del Buddha Śākyamuni così come presentato in numerosi sūtra del Buddhismo Mahāyāna raccolti all'interno dei Canoni buddhisti cinese e tibetano.
Tale elenco comprende i seguenti discepoli del Buddha:
1. Ānanda (in cinese 阿難 Ānán, anche 阿難陀 Ānántuó; in tibetano Kun-dga'-bo).
2. Aniruddha (in cinese 阿那律 Ānàlǜ; in tibetano Ma-'gags pa).
3. Kāśyapa (in cinese 迦葉 _Jiāyè; in tibetano 'Od-srung).
4. Kātyāyana (in cinese 迦旃延 Jiāzhānyán; in tibetano Ka-tya'i bu-chen-po).
5. Maudgalyāyana (in cinese 目犍連 Mujianlian; in tibetano Mo'u-dga-la gyi bu).
6. Pūrṇa (in cinese 富樓那 Fùlóunà; in tibetano Gang-po).
7. Rāhula (in cinese 羅睺羅 Luóhuóluó; in tibetano sGra-can 'dzin).
8. Śāriputra (in cinese 舍利弗 Shèlìfú; in tibetano Shā-ri'i bu).
9. Subhūti (in cinese  須菩提  Xūpútí; in tibetano Rab-'byor).
10. Upāli (in cinese  優婆離 Yōupólí; in tibetano Nye-bar-'khor).